# Storia degli ebrei in Libia

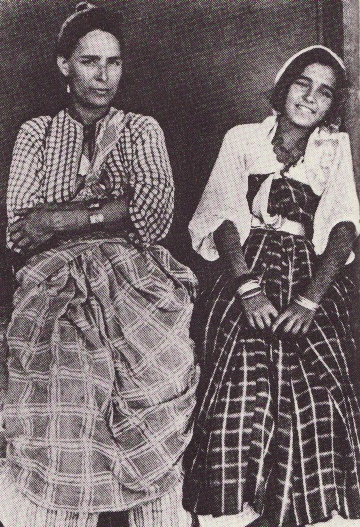
Due donne ebree di Tripoli in abito tradizionale nel 1914.

La storia degli ebrei in Libia (in arabo يهود ليبيا‎?; in ebraico טְרִיפּו֗לִיטֵאִים‎?), una tra le comunità ebraiche dei paesi del Maghreb, risale al III secolo a.C., ai tempi della colonizzazione greca della Cirenaica.
La conquista musulmana del Nordafrica portò la Cirenaica e la Tripolitania nell'area della civiltà arabo-islamica, lasciando un segno indelebile nell'identità delle comunità ebraiche locali, il cui status fu governato dallo statuto di dhimmi. Nel 1551, la costa libica fu conquistata dall'impero ottomano e la dinastia Karamanli, in gran parte autonoma, governò il paese. Il rabbino Shimon Ibn Lavi, un discendente di ebrei espulsi dalla Spagna, fece rivivere spiritualmente la comunità e stabilì molti dei costumi ancora seguiti oggi.
Lo stato degli ebrei migliorò nel 1835, quando il potere centrale ottomano riprese il controllo diretto della regione e gradualmente rimosse le misure discriminatorie che colpivano gli ebrei.
La conquista italiana della Libia nel 1911 ebbe una grande influenza sulla comunità, sia dal punto di vista culturale che economico, nonostante la sua brevità. La lingua italiana divenne una lingua di comunicazione tra gli ebrei e le attività commerciali prosperarono. Nel mese di gennaio 1912, Gaston Cherau, corrispondente di guerra che copriva il conflitto italo-ottomano, catturò in uno scatto fotografico artigiani ebrei della medina. La situazione si deteriorò, tuttavia, alla fine degli anni '30 con l'orientamento antisemita del fascismo in Italia e la sua alleanza con il Terzo Reich.
Dopo la seconda guerra mondiale, il risveglio del nazionalismo arabo e gli sconvolgimenti del conflitto arabo-israeliano furono tra le cause che portarono alla decadenza di una presenza ebraica che si protraeva da diversi millenni. Un pogrom uccise oltre un centinaio di persone a Tripoli nel 1945, mentre il paese era sotto amministrazione britannica. Più di 32.000 ebrei emigrarono tra 1949 e 1951, in seguito alla fondazione dello Stato di Israele. Nel 1967, la guerra dei sei giorni rappresentò l'ultima campana per il resto della comunità ebraica, la quale fu evacuata urgentemente in Italia. Quando il colonnello Gheddafi prese il potere nel 1969, vi erano meno di 600 ebrei rimasti in Libia. Il nuovo regime si impegnò non solo ad espellerli, ma anche a cancellare tutte le tracce della presenza ebraica, distruggendone i cimiteri e convertendo le sinagoghe in moschee.
La diaspora ebraico-libica è attualmente sparsa tra Israele e Italia, dove sta cercando di preservare la propria identità comunitaria.

## Storiografia
Fino al ventennio compreso tra gli anni '60 e '70, gli studi sull'ebraismo libico sono rimasti estremamente bassi, in primo luogo a causa della relativamente piccola dimensione della comunità - 36000 membri nel 1948, numero relativamente basso in confronto alle comunità marocchine e algerine forti nello stesso periodo di 250.000 e 130.000 membri rispettivamente - e, dall'altra parte, a causa della scarsità di documenti disponibili in quel periodo.
Il lavoro di due autori precursori risalenti alla prima metà del XX secolo, è oggi utilizzato per alimentare la ricerca accademica su questo argomento. Gli scritti di Mordekhai Ha-Cohen, un umile insegnante e venditore ambulante libico che, nella sua opera Higgid Mordekhai, scritta in ebraico, ripercorre la storia, i costumi e le istituzioni degli ebrei in Tripolitania. Nahum Slouschz, un orientalista ebreo di origine russa, fu il primo ricercatore a studiare a fondo la comunità ebraica libica durante il suo soggiorno nel Maghreb, dal 1906 al 1912.
Tra la fine del XX secolo e l'inizio del XXI secolo, alcuni ricercatori contribuirono in modo significativo allo studio nel campo della storia ebraica: Harvey E. Goldberg, antropologo e sociologo, si interessò agli aspetti culturali e sociologici della comunità libica in un periodo di 30 anni. Lo storico Renzo De Felice fu principalmente interessato al periodo della colonizzazione italiana, basandosi sugli archivi italiani. Rachel Simon, dopo aver studiato il periodo ottomano, ha pubblicato diversi scritti sugli ebrei della Libia nel XX secolo. Irit Abramski-Blight, del centro Yad Vashem, ha concentrato il suo lavoro sulla situazione della comunità durante la Seconda Guerra Mondiale. Infine, Maurice M. Roumani si interessò alla partenza degli ebrei dalla Libia e alla loro integrazione nei paesi ospitanti.

## Antichità

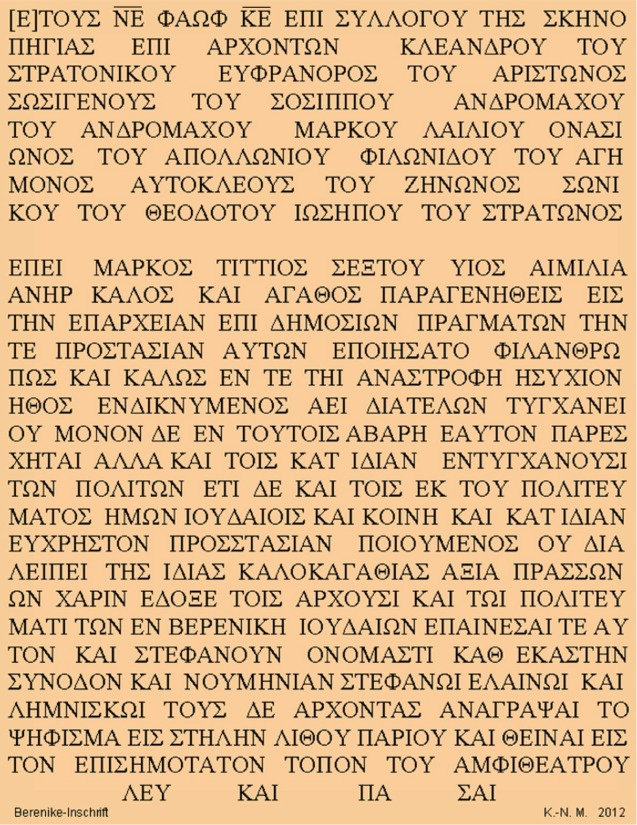
Iscrizione ebraica in greco di epoca romana, in onore del prefetto Marco Tizio figlio di Sesto, a Berenice, l'odierna Bengasi.

La prima traccia archeologica di una presenza ebraica sul territorio dell'attuale Libia è un sigillo trovato tra le rovine di Cirene su cui è scritto in ebraico: לעבדיו בן יש ovvero De Avadyou figlio di Yachav. Questo pezzo non è databile precisamente, dobbiamo contenuto con il presupposto che è stata fatta tra il X e IV secolo a.C., durante il quale questo sigillo era in uso.
Giuseppe Flavio indica la presenza di ebrei a Cirene nel III secolo a.C., che indica che è Tolomeo I che ha chiesto gli ebrei di Alessandria accontentarsi di meglio assicurare il controllo della regione. Nel II secolo a.C., un ebreo di nome Jason di Cirene scrisse un'opera in cinque volumi che si riassume in seguito nella forma del secondo libro dei Maccabei.

Un secolo dopo, Strabone, citato da Flavio Giuseppe, attesta l'importanza della presenza ebraica: 
(Ios, Ant. Iudic., XIV, 7, 2)
 Quando la Cirenaica diventa una provincia romana nel 74 a.C., Gli ebrei non godono più dello stesso status di quelli dei Tolomeo e sono vittime di spoliazioni da parte della popolazione greca. L'imperatore Augusto interviene a loro favore. Alcune di queste spoliazioni mirano al contributo degli ebrei di Cirenaica al tempio di Gerusalemme, i cui contributi erano dovuti a tutte le comunità ebraiche della diaspora, prima della caduta del tempio.
La Bibbia cristiana menziona Simone di Cirene, portatore della croce durante la Passione di Cristo (Marco 15:21). Tra gli ascoltatori riuniti a Gerusalemme intorno ai Dodici Apostoli a Pentecoste, alcuni provengono dalla Libia vicino a Cirene (Atti degli Apostoli, 2:10).
La comunità ebraica di Cirene fu decimata durante la rivolta ebraica degli anni 115-117, di cui Cirenaica sembra essere uno dei centri; la rivolta, forse scatenata dalle speranze messianiche, si estese non solo alla Cirenaica ma anche a Cipro e in Egitto. Dopo il massacro di migliaia di greci da parte degli ebrei, sembra che la repressione compiuta dal generale Marcio Liviano Turbone, secondo Eusebio di Cesarea, abbia distrutto la popolazione ebraica in Cirenaica. In ogni caso, non essa non viene più menzionata. D'altra parte, Agostino di Ippona annuncia la presenza di una comunità ebraica a Oea (Tripoli) nel IV secolo.

## Conquista musulmana
Si hanno informazioni molto frammentarie sulla presenza ebraica in Tripolitania e in Cirenaica nel Medioevo. Tripoli fu conquistata nel 642 dagli arabi ai bizantini. La regione era popolata da berberi e l'arabizzazione si verificò solo diversi secoli dopo, con l'arrivo delle tribù beduine dei Banu Hilal nell'XI secolo. Conseguentemente al loro arrivo, l'agricoltura declinò a favore del nomadismo e le dinastie circostanti, Mamelucchi a est e Almohadi e Hafsidi a ovest, difficilmente riuscirono a stabilire un loro potere in queste aree desertiche e tribali che rimanevano solo terre di passaggio. Come altrove nel mondo musulmano, gli ebrei come Gente del Libro poterono continuare a praticare la loro religione ma rimanevano soggetti nello stato di dhimmi.
Le poche testimonianze della presenza ebraica nella regione a quel tempo provengono da testi spesso trovati nella Geniza del Cairo. Gli ebrei di Tripoli, a metà dell'XI secolo, in relazione agli ebrei dell'emirato siciliano e di al-Fustat in Egitto. Allo stesso tempo, si nota la presenza di ebrei Caraiti nei monti del Gebel Nefusa a sud ovest di Tripoli. In precedenza, nella prima metà del X secolo vi erano testimonianze di scambi tra gli ebrei del Maghreb e le accademie talmudiche in Babilonia attraverso un responsa di Hanania ben Yehoudaï, Gaon de Pumbedita alla comunità del Gebel Nefusa. Nel XV secolo, vi fu una rinascita del giudaismo in Cirenaica, a Bengasi e a Derna.

## Dominazione ottomana

### Strutturazione comunitaria e dominio dei Karamanli

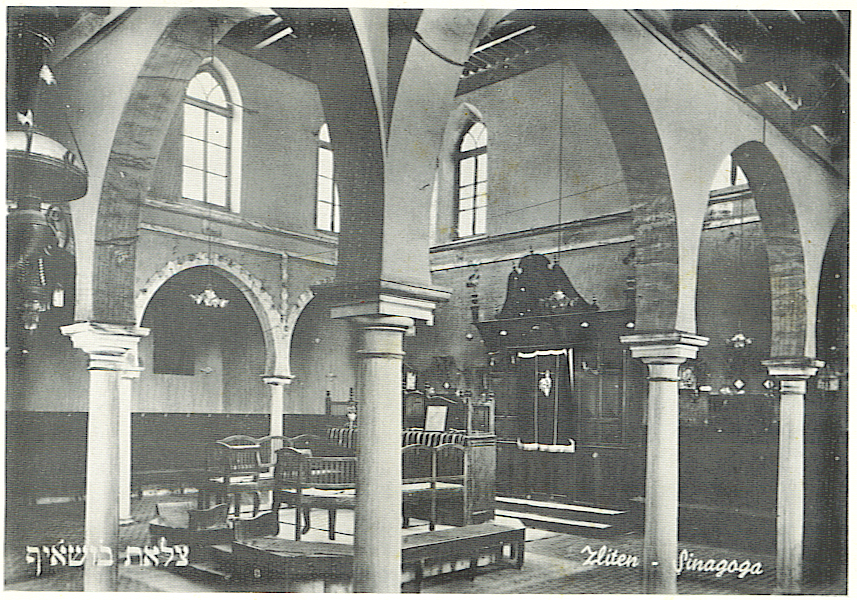
La sinagoga Bouchaïf di Zliten nel XX secolo, che ha oltre 800 anni. Durante il periodo ottomano, divenne un centro di studio dello Zohar e la sinagoga più famosa della Tripolitania.

La Libia rappresentò un rifugio per i sefarditi che lasciavano la penisola iberica nel corso del XV secolo. Tuttavia, quando gli spagnoli presero Tripoli nel 1510, istituirono l'Inquisizione e la città si svuotò della sua comunità ebraica. Gli ebrei poterono tornare solo nel 1551 quando gli Ottomani, già presenti in Cirenaica dal 1517, portano la città all'Ordine di Malta. Poche furono le tracce storiche della presenza ebraica a Tripoli prima della fine del XVIII secolo, ma la variante della lingua araba parlata dagli ebrei nella capitale libica nel XX secolo presenta le caratteristiche di un dialetto urbano pre-hilaliano, mentre il linguaggio della comunità musulmana si avvicina più ai dialetti parlati nell'entroterra, il che sostiene l'idea di un'antica e continua presenza degli ebrei nella città.
Solo la costa fu sotto il diretto controllo ottomano, mentre l'interno rimaneva in gran parte indipendente. All'epoca, la regione era conosciuta dagli europei come costa berbera, ed era temuta a causa dei corsari barbareschi che attaccavano le navi cristiane. Gli ebrei servivano spesso da intermediari per la liberazione dei prigionieri cristiani.
Shimon Ibn Lavi, un rabbino di Fez originario della Spagna, arrivò in questo periodo. Mentre si recava in Palestina, attraversò Tripoli e, vedendo l'angoscia spirituale dei suoi correligionari, decise di stabilirvisi per impartire le sue conoscenze. Nel 1571 scrisse il Ketem Paz, uno dei più importanti commenti Zohar scritti in Nord Africa. La comunità ebraica locale lo considera il fondatore di gran parte sue tradizioni religiose.
Nel XVII secolo, la scissione sabbatiana si oppone la comunità, il che suggerisce che è stato in questo momento abbastanza grande e organizzato per fornire una risposta a questo problema. Due tradizioni di ebrei libici, le versioni locali di piccole Purim, vengono introdotti al XVIII secolo: uno, il Purim Achrif celebra il fallimento del Bey di Tunisi è venuto nel 1705 per assediare Tripoli, l'altro, il Purim Borghel, celebra la liberazione della città dal dominio del corsaro Ali Burghul nel 1795.
La regione fu sottoposta nel 1711 alla dinastia Karamanli, in gran parte autonoma dal potere ottomano. All'epoca la popolazione di Tripoli era stimata in 14.000 abitanti, un quarto dei quali erano ebrei. Sotto il regno di Yusuf Karamanli, alla fine del XVIII secolo, Tripoli attirò ebrei da Tripoli e da altri paesi del Maghreb, nonché ebrei dall'Italia, che volevano sfuggire al divieto di poligamia in vigore in Europa. Questi ebrei italiani, principalmente Granas di Livorno, svolsero un ruolo molto importante nel commercio mediterraneo, tanto che alcune famiglie monopolizzarono il commercio con l'Europa via Livorno. A Bengasi, gli ebrei nativi svolsero un ruolo importante nel commercio, soprattutto con Creta, l'Egitto e il Levante. Gli ebrei presero anche parte al commercio trans-sahariano che, attraverso l'oasi di Ghadames, conduceva al porto di Tripoli; in particolare commerciavano piume di struzzo, molto popolari in Europa.

### Controllo diretto ottomano

Posizione delle comunità libiche nello spazio ottomano.

Nel 1835, in reazione all'installazione dei francesi in Algeria e all'espansionismo di Mehemet Ali in Egitto, gli ottomani decisero di stabilire un controllo diretto sulla provincia libica, rimuovendo i Karamanli dal potere. Impiegarono una ventina di anni in più per tenere a freno le tribù dell'interno.
Mentre, nel resto del Maghreb, le popolazioni ebraiche raggiungevano la modernità attraverso riforme imposte dall'Europa, il processo di emancipazione degli ebrei in Libia è ampiamente attribuibile ai governanti musulmani. La serie di Tanzimat che portò all'emancipazione degli ebrei libici iniziò nel 1839 con Hatt-i Sharif che offrì giustizia e sicurezza ai dhimmi dell'impero. La riforma del 1856 abolì la jizya per quanto riguardava gli ebrei e i cristiani, nonché le restrizioni in materia di abbigliamento. Allo stesso tempo, le competenze dei tribunali rabbinici furono limitate solo ai casi di status personale, con altre controversie che dovevano essere affrontate dai tribunali pubblici. Seguendo il modello di Istanbul, la leadership della comunità, in precedenza prerogativa di un perno della società civile, fu trasferita a Hakham Bachi, capo rabbino che fu trasferito dalla capitale dell'Impero e che aveva il grado di alto funzionario. Queste misure, che portano gli ebrei nella common law, riguardavano inizialmente principalmente Tripoli, dove si trova la maggior parte degli ebrei.
In effetti, nell'entroterra, dove il controllo ottomano era originariamente solo nominale, il dhimmi rimase spesso applicato in tutto il suo rigore e le riforme venivano considerate blasfeme. Così, nel Gebel Nefusa, popolato da ibaditi berberi, gli ebrei furono messi in un angolo. Oltre ai precetti coranici, in questa regione esisteva un sistema tribale basato su un codice d'onore. Le famiglie ebree erano soggette a un capo tribale a cui dovevano obbedire e che doveva garantire la loro protezione. Questo legame era ereditato e alcuni ebrei potevano essere venduti a un'altra famiglia. Succedeva persino che la protezione di un ebreo desse luogo a battaglie tra tribù perché era in questa prospettiva un segno di potere dei capi locali. Al contrario, essi quando non potevano garantire la loro sicurezza era un segno di debolezza e di disonore. La progressiva estensione del potere ottomano minò questo sistema di protezione e aumenterà l'insicurezza degli ebrei. Da un lato, vennero concessi diritti che migliorano la situazione legale ma, dall'altro, il vuoto di potere creato dalla transizione tra un sistema di governo tribale e il sistema ottomano aumentò il numero di attacchi agli ebrei. in 1855, l'emiro Ghuma, che guidò una ribellione nel Gebel Nefusa contro gli ottomani, prese la roccaforte di Yafran. Ordinò che gli ebrei fossero da proteggere e li liberò dall'obbligo di portare il turbante nero. Proclamò che se gli ebrei potevano vestirsi liberamente al tempo degli ottomani, questo avrebbe dovuto essere tanto più vero sotto il suo dominio. Questo atteggiamento liberale corrispondeva quindi a un segno dell'asserzione di potere. In Cirenaica, dove il controllo sociale era assicurato dalla fratellanza dei Sanūsiyya, che si mostrava benevolo nei confronti degli ebrei, questi ultimi poterono estendere le loro attività commerciali.
La figura del venditore ambulante ebreo è, come altrove nel Maghreb, un agente essenziale della vita economica locale. A metà del XIX secolo, mentre il 40% della popolazione ebraica della Tripolitania viveva nelle aree rurali, molti ebrei mantenevano i contatti tra i centri commerciali e l'entroterra. Il venditore ambulante (tawwaf in arabo libico) partiva, accompagnato da un asino, per una durata media di due settimane. Tuttavia, a volte erano necessari diversi mesi per scambiare i suoi prodotti con popolazioni rurali, spesso montanari berberi nel Gebel Nefusa a ovest, e nomadi beduini a est. I beni che offriva appartenevano generalmente all'universo femminile: spezie, prodotti di bellezza, specchi, pettini. Questa specializzazione era direttamente collegata allo status degli ebrei, visto come inferiore o addirittura kif el mrâ (come una donna). Questo status consentiva, a differenza dei venditori musulmani, di avere accesso alle donne musulmane. Proteggeva anche dagli attacchi perché era disonorevole attaccare un soggetto di livello inferiore. I venditori ebrei erano generalmente ben accolti dalla loro clientela che li ospitava e li nutriva. In cambio di ciò, diventavano narratori e diffondevano notizie.
A partire dal 1870, l'influenza dell'Europa e principalmente dell'Italia si diffuse in Libia. Molti ricchi ebrei, spesso granas (ebrei di Livorno), accedevano sempre più numerosi nell'acquisire la nazionalità italiana. Una scuola italiana fu aperta nel 1876, quasi quindici anni prima che l'Alleanza israelitica universale ne istituisse una a Tripoli. Questo sviluppo creò divisioni all'interno della comunità perché la massa degli ebrei, temendo di provocare scontri, rimade fedele al potere ottomano. Quest'ultimo era ostile a ciò che percepiva come un'interferenza da parte delle potenze europee.

## Colonizzazione italiana

### Periodo liberale

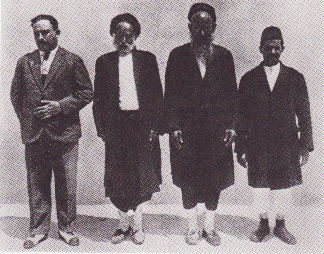
Un leader della comunità ebraica di Bengasi accompagnato da membri della corte rabbinica nel 1920.

Distribuzione degli ebrei in Libia nel 1936, vivono in maggioranza a Tripoli e nei villaggi circostanti.

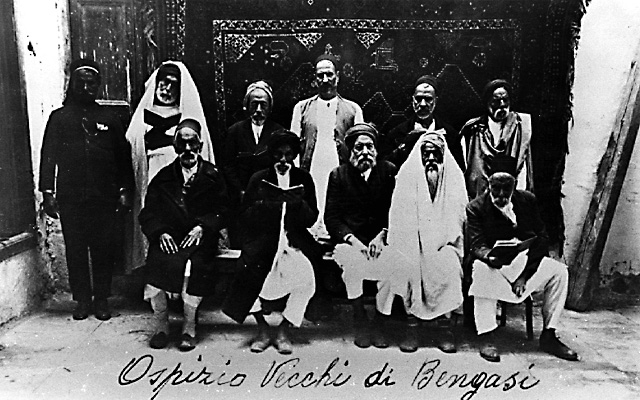
Anziani ebrei di Bengasi, 1900-20.

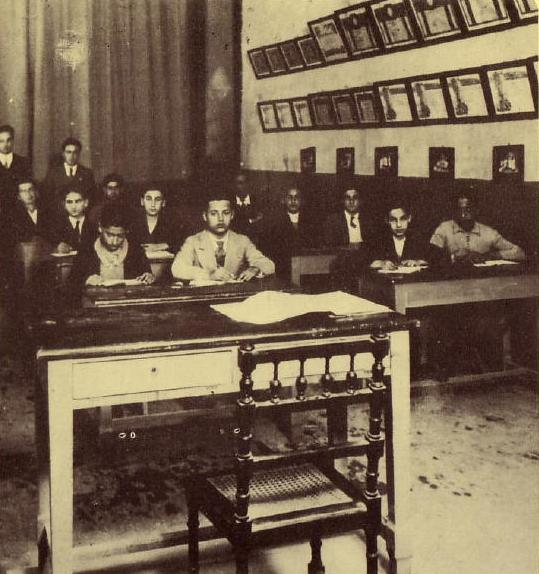
Una lezione si tiene nella scuola della sinagoga di Bengasi, prima della seconda guerra mondiale.

Dopo una tarda unificazione nel 1861, l'Italia decise di formare il suo impero coloniale, come la Francia o il Regno Unito. Dopo aver adocchiato la Tunisia, che finì alla fine sotto l'influenza della Francia, il regno italiano puntò alla Libia, dove la sua influenza culturale ed economica era già in aumento durante gli ultimi decenni della dominazione ottomana. Nel 1911, l'Italia invase la Libia, cacciandone gli Ottomani dopo la guerra italo-turca. Gli italiani, tuttavia, non riuscirono a imporre pienamente la loro autorità nelle zone interne prima del 1924 in Tripolitania e prima del 1932 in Cirenaica.
L'arrivo degli italiani fu percepito in modo completamente diverso da musulmani ed ebrei e ebbe conseguenze importanti sui rapporti tra le due comunità. Per la popolazione musulmana, la conquista di una terra musulmana da parte di una potenza occidentale e cristiana costituì un'umiliazione e l'inizio di un periodo di oppressione. Il fatto che gli ebrei, soggetti nella tradizione musulmana allo status di dhimmi, venissero trattati su un piano di parità con i musulmani contribuì a questo sentimento. La popolazione ebraica, d'altra parte, accolse generalmente con gioia il dominio italiano, sperando in miglioramenti nel suo status economico e sociale. In realtà, gli atteggiamenti variavano a seconda del livello sociale: l'élite ebraica, spesso di origine europea, diventò italiana e adottò in gran parte le usanze del colonizzatore mentre il resto della popolazione ebraica, più povera ed emarginata, in particolare nelle campagne, rimase molto tradizionalista e mantenne uno stile di vita molto più vicino a quello dei musulmani. L'atteggiamento degli italiani verso gli ebrei era ambivalente, oscillando tra il desiderio di integrazione e il disprezzo colonialista di fronte a una popolazione percepita come visceralmente attaccata alle sue tradizioni ritenute arcaiche e vicine alle popolazioni musulmane. A questo si aggiunge il timore delle autorità di sconvolgere la popolazione musulmana, mostrando troppa vicinanza con gli ebrei.
La modernizzazione portò alla nascita di una nuova città a Tripoli dove una popolazione mista, italiana ed ebraica venne a stabilirsi. Il settore dell'abbigliamento, in cui molti ebrei lavoravano fu rivoluzionato con l'introduzione di macchine elettriche e il declino dell'abbigliamento orientale a favore di quello europeo. Per quanto riguarda l'istruzione, quasi tutti i ragazzi ebrei beneficiarono della formazione, almeno di base, nelle scuole elementari italiane e allo stesso tempo seguivano le lezioni di religione nelle scuole sinagogali nel pomeriggio.
Il periodo italiano vide anche lo sviluppo del movimento sionista in Libia. Vennero stabilite relazioni con il sionismo italiano a cui era subordinato il movimento sionista locale, ma anche direttamente con lo Yishuv palestinese. Il numero dei membri del movimento sionista era di soli 300 nel 1930, ma l'influenza sociale delle comunità sionista fu sempre elevata. Le idee sioniste si diffusero attraverso l'educazione, le moderne lezioni di ebraico, aumentando l'accesso alla stampa ebraica pubblicata all'estero o localmente e la creazione di società sportive. La diffusione di queste idee moderniste fu diretta conseguenza del miglioramento delle condizioni delle donne libiche ebree.

### Fascismo e antisemitismo
Mussolini prese il potere in Italia nel 1922 stabilendo l'inizio del fascismo. Questa ideologia totalitaria non faceva dell'antisemitismo una delle sue basi, a differenza del nazismo che si sviluppa in parallelo in Germania. Fu solo alla fine, nel 1938, che il regime fascista prese una svolta marcatamente antisemita.
Italo Balbo fu nominato governatore nel 1934. Sotto la sua egida, le province di Tripolitania e Cirenaica si unirono per formare la Libia italiana. Il nuovo uomo forte della colonia era vicino a Mussolini, un convinto fascista ed eroe dell'aviazione italiana. Egli è conosciuto per essere stato oppositori più vigorose della svolta antisemita presa dal Partito nazionale fascista alla fine degli anni '30. Promotore di un programma di modernizzazione, non era ostile alla comunità ebraica, il cui contributo pubblico elogiò per la prosperità della colonia ma si mostra senza pietà per certe tradizioni ebraiche che, secondo lui, ostacolano la marcia della civiltà in Libia. Così, nel 1936, fece frustare i commercianti ebrei nei luoghi pubblici che si rifiutavano di aprire i loro affari a Shabbat. Questa punizione fu vissuta come un'umiliazione collettiva dalla comunità ebraica mentre veniva eseguita sotto gli occhi di una folla musulmana che esultava. Tuttavia, quando Hermann Göring, ministro dell'Aviazione del Reich volle fare una visita di protocollo in Libia nel 1938, poco dopo l'accordo di Monaco, Italo Balbo, ufficialmente amico di Göring da diversi anni, non esitò a provocarlo apertamente includendo nel programma ufficiale della visita un tour nel vecchio quartiere ebraico di Tripoli e in una delle sinagoghe. 
Dopo aver cercato di impedire l'emanazione delle leggi antisemite, Balbo è costretto a far rispettare le leggi razziste fasciste decise nello stesso anno. 46 ebrei furono esclusi dal servizio pubblico, a diverse migliaia di alunni ebrei fu vietata l'istruzione secondaria e la loro identità ebrea fu impressa sui loro documenti d'identità. Tuttavia, le misure repressive non furono mai rigorosamente applicate in Libia sotto il suo governo, mentre sosteneva con successo la causa degli ebrei libici a Roma, spiegando che le loro attività erano essenziali per il corretto funzionamento dell'economia della colonia africana.

## Seconda guerra mondiale

### Gli ebrei rimasti in Libia

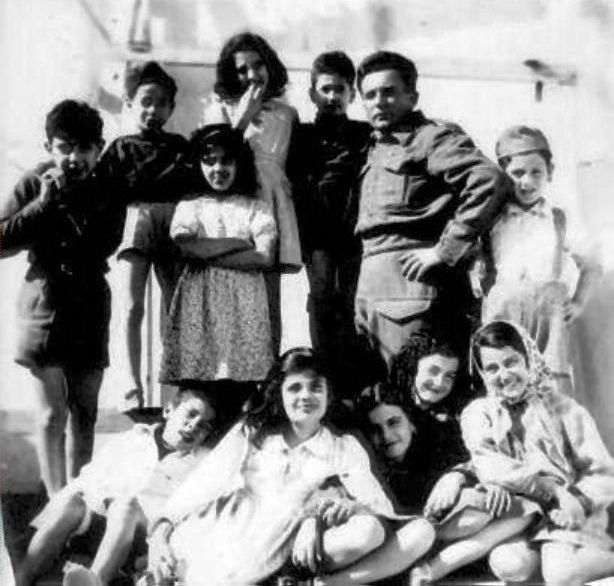
Scuola ebraica di Bengasi, fondata dai soldati della Palestina, dove Barsky, professore e soldato di moshav kfar Vitkin, 1944.

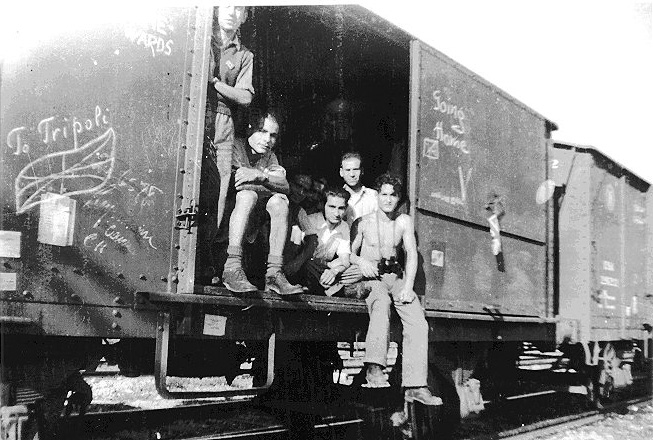
Sopravvissuti al campo di concentramento di Bergen-Belsen, tornano in Libia, 1945.

Delle comunità ebraiche nordafricane, quella libica fu la più gravemente colpita nella seconda guerra mondiale.
All'inizio del conflitto, quattro sinagoghe furono distrutte dai bombardamenti alleati della Libia e il cimitero ebraico dove furono collocate le batterie antiaeree fu gravemente colpito. Molti ebrei in fuga dalla capitale libica cercarono rifugio nelle città e nei villaggi circostanti. Il 12 febbraio 1942, l'esercito tedesco entrò a Tripoli. Sotto pressione dei loro alleati, gli italiani rafforzarono immediatamente la repressione antisemita: le proprietà degli ebrei furono arianizzate e fu proibito agli ebrei di effettuare transazioni riguardanti le loro proprietà immobili. Il 7 febbraio 1942 Benito Mussolini emise un decreto che autorizzava le espulsioni.
300 ebrei britannici furono internati in Italia e poi inviati ai campi del Reich dopo l'invasione tedesca dell'Italia. Coloro che erano cittadino francesi o tunisini venivano inviati nel Nordafrica francese. Le autorità naziste fecero pressione affinché venissero espulsi anche i cittadini italiani, ma le autorità italiane si opposero, preferendo usare la loro forza lavoro per lo sforzo bellico. Gli ebrei vennero impiegati principalmente nella costruzione di una strada che mirava a collegare Tripoli all'Egitto, per facilitare le forniture al fronte.
Nell'agosto del 1942, 3000 ebrei di Tripoli furono mandati nel campo di Sidi Aziz vicino a Khoms, a 150 km da Tripoli, ma la maggior parte di essi furono rimandati nella capitale libica per mancanza di acqua; solo un migliaio di loro, principalmente operai edili, rimasero sul posto. Un altro campo fu stabilito a Buqbuq nella Cirenaica orientale, vicino al confine egiziano. 350 ebrei scelti tra i lavoratori di Sidi Aziz vennero lì inviati con la missione di migliorare la rete stradale vicino al fronte. Il loro accampamento fu frequentemente bombardato dagli Alleati alla fine di ottobre del 1942. A Tripoli, la situazione della comunità era critica, in particolare durante le ultime settimane prima della liberazione della città, fu soggetta ai bombardamenti. I prezzi divennero molto alti e il cibo fu razionato. A questo si aggiungeva l'afflusso di ebrei dalla Cirenaica e dalla Tripolitania interna.
Gli ebrei di Bengasi affrontarono un tragico destino: dopo aver accolto come liberatori i soldati britannici che conquistarono la città durante l'operazione Crusader, si ritrovarono di nuovo sotto il dominio fascista dopo la ripresa della città da parte di Rommel alla fine di gennaio 1942. Gli italiani decisero quindi di punire questa fraternizzazione con il nemico e di espellere quasi tutta la popolazione ebraica, a eccezione di alcune famiglie che erano rimaste leali. 2.600 ebrei della Cirenaica si trovano quindi nel campo di internamento di Giado, isolato nel Gebel Nefusa, a sud di Tripoli. Le privazioni e l'epidemia di tifo uccisero 564 ebrei. I prigionieri furono rilasciati dopo la liberazione di Tripoli nel gennaio 1943.
Durante il periodo di guerra, i musulmani non approfittarono della difficile situazione in cui si trovarono gli ebrei. A differenza del periodo di conflitto che seguì, la Seconda Guerra Mondiale vide un inasprimento delle relazioni giudaico-musulmane in Libia, che all'epoca erano descritte come cordiali dai testimoni. È infatti possibile che, tra alcuni musulmani, vi fosse il timore che le misure razziali fossero applicate anche a loro.

### Destino degli ebrei deportati all'estero
I 300 ebrei britannici deportati in Italia come cittadini di un paese nemico si trovarono principalmente in tre campi italiani, ad Arezzo e Bagno a Ripoli in Toscana, e a Civitella del Tronto in Abruzzo. Furono ospitati in edifici pubblici o in grandi proprietà private, in sale fino a 100 persone. Tuttavia, le famiglie non furono separate.
Quando le forze tedesche presero il potere in Italia l'8 settembre 1943, la loro situazione peggiorò: alla fine di ottobre, i tedeschi trasferirono gli uomini dal campo di Civitella a sud del paese, dove parteciparono alla fortificazione della linea 33 di Gustave. L'opera, che durò dall'alba al tramonto, era faticosa e le razioni erano insufficienti. Nel gennaio del 1944, parte del gruppo lasciato a Civitella fu inviato a Bergen-Belsen, mentre il resto del gruppo fu inviato al campo di Fossoli in Emilia-Romagna. Nel maggio 1944, furono a loro volta deportati a Bergen-Belsen con un gruppo di Arezzo. In tutto, quattro convogli di ebrei libici arrivarono a Bergen-Belsen. Sul posto, le condizioni, che erano molto vivibili all'inizio del 1944, divennero critiche man mano che l'anno avanzava e la carestia e le malattie contagiose raggiungevano il campo. I libici furono posti nella cosiddetta ala privilegiata dove le famiglie non venivano separate e dove i prigionieri non subivano molestie; altri, tuttavia, furono internati nel campo stellare sovraffollato, dove donne e uomini furono vittime di maltrattamenti da parte delle SS. Non potevano comunicare con gli altri prigionieri, in gran parte di lingua yiddish, che in ebraico. Alla fine del 1944, un gruppo di meno di cento persone fu inviato nel campo di prigionia di Biberach, nel sud della Germania, e un altro gruppo si incontrò nel gennaio del 1945 a Bad Wurzach, dove c'era un campo di prigionieri britannico. Lì trascorsero la fine della guerra in condizioni relativamente buone.
Un centinaio di ebrei britannici dalla Libia furono internati a Bazzano, vicino a Bologna, quindi spediti a Dachau durante l'inverno del 1944. Numerosi anziani morirono a causa dell'inverno europeo e dei maltrattamenti. Il resto del gruppo fu trasferito nell'aprile del 1944 nel campo di Vittel in Francia, dove attendevano la Liberazione in discrete condizioni.
Quasi 1.600 ebrei di nazionalità francese o di soggetti tunisini furono sfollati all'inizio del 1942 da Cirenaica e Tripolitania in direzione dell'Algeria e Tunisia, poi controllati dal regime di Vichy. Alcuni poterono andare a Tunisi o Gabès dove le comunità locali se ne occuparono, ma la maggior parte di loro si trovò internata in un campo situato vicino a Sfax, dove vennero lasciati a se stessi. 400 ebrei di Tripoli arrivarono a La Marsa dove furono alloggiati in baracche sulla spiaggia in cattive condizioni.

## Amministrazione britannica

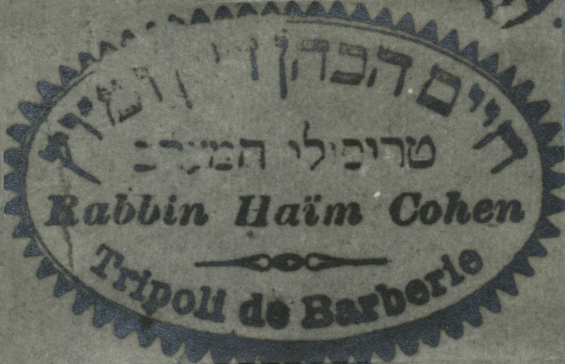
Timbro del rabbino Chaim Cohen di Tripoli, trovato in uno dei libri delle biblioteche ebraiche saccheggiato nel 1943.

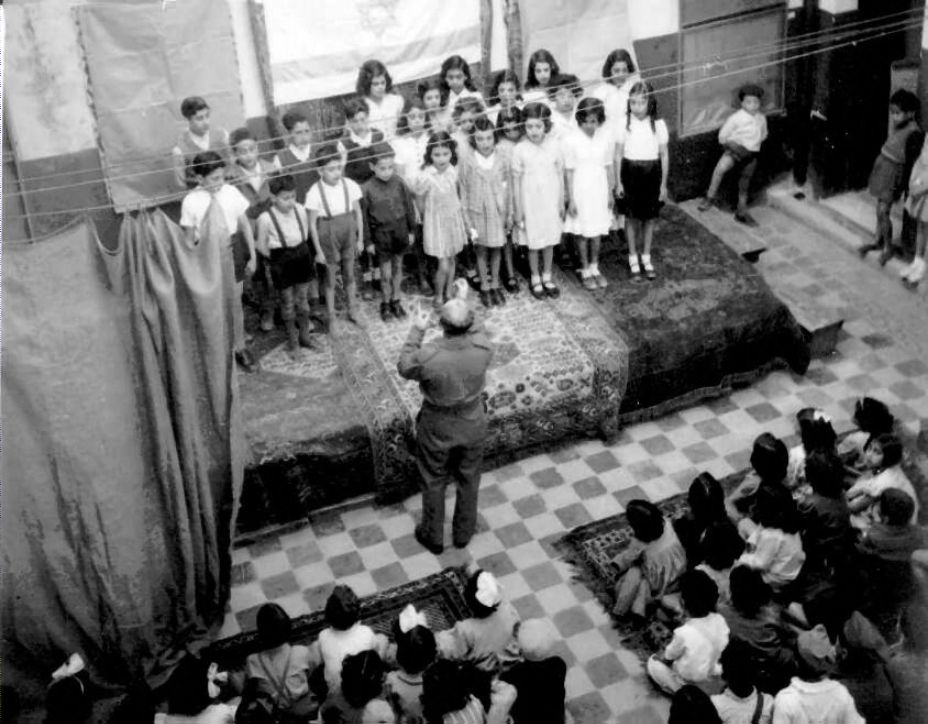
Coro di bambini nella sinagoga di Bengasi, 1944.

Tra il 1943 e il 1951, Tripolitania e Cirenaica furono governate dall'amministrazione militare britannica. La popolazione, sia ebrea che musulmana, vide l'istituzione della nuova amministrazione come una liberazione. Per i musulmani, il dopoguerra segnò la fine del colonialismo italiano. Per gli ebrei, l'arrivo dell'esercito britannico, tra i quali i soldati della Brigata ebraica, pose fine a un periodo di discriminazione antisemita e permeise il rinnovamento della comunità. Vi fu anche un miglioramento delle relazioni tra ebrei e musulmani, in particolare nelle campagne e tra le élite.
Il ruolo delle unità ebraiche si rivelò fondamentale nella riorganizzazione della comunità colpita dalla guerra mentre i loro soldati svilupparono attività sioniste, aprirono scuole e fondarono un'organizzazione di autodifesa che assunse il nome e la struttura dell'Haganah. La loro azione fu particolarmente importante a Bengasi, dove la comunità, internata durante la guerra, includeva molti indigenti. Il comune fornì assistenza finanziaria agli ebrei libici.
Tuttavia, il miglioramento fu di breve durata. I britannici, a differenza degli italiani, non si preoccupavano di investire in Libia. Quindi, dal 1944, scoppiò una crisi economica. Le relazioni tra ebrei e musulmani risentivano delle condizioni economiche e delle incertezze sul futuro politico della Tripolitania e della Cirenaica. L'ascesa del nazionalismo arabo tra i musulmani e del sionismo tra gli ebrei aumentò gli antagonismi tra le due comunità. Le autorità britanniche, temendo di dispiacere la società libica, frenarono l'aiuto dato dai soldati della brigata ebraica ai loro correligionari.

### Pogrom del 1945
Nel 1945 scoppiò una rivolta antiebraica a Tripoli per poi diffondersi nel resto della Tripolitania. In tutto, vi furono 130 vittime ebree. Questo massacro è considerato il principale fattore scatenante dell'esodo degli ebrei libici negli anni seguenti.
I disordini iniziarono il 4 novembre a Tripoli, senza che un trigger sia stato chiaramente identificato. La violenza colpì principalmente ebrei che vivevano al di fuori del vecchio quartiere ebraico, dove la popolazione riuscì a barricarsi. Il giorno dopo, in una zona rurale converseri manifestanti nella capitale per prendere parte alle atrocità, le quali furono particolarmente attuate dalle classi sociali più basse, mentre i ricchi adottarono un atteggiamento più cauto. I rivoltosi attaccarono gli ebrei al grido di Jihad fil Koufar, incoraggiati dai gridi delle donne. Le autorità britanniche reagirono lentamente. Il 5 novembre fu istituito un coprifuoco, ma la polizia presente nelle strade non agì contro i rivoltosi. Non fu fino alla sera del 6 novembre che furono prese misure efficaci per fermare la violenza. Vi furono 38 vittime ebree e un manifestante morto. I disordini si diffusero anche in altre città, con 40 morti ad Amrus, 34 a Zanzur, 7 a Tajura, 13 a Zaouïa e 3 a Msallata. In totale, nove sinagoghe bruciate, 35 Torah furono distrutte. Alcuni musulmani, guidati dai loro principi religiosi, salvarono la vita ai loro vicini ebrei, nascondendoli. Nel villaggio di Tighrinna, nel Gebel Nefusa, gli scontri furono evitati grazie all'intervento di notabili musulmani che chiesero ai notabili ebrei di aprire le loro porte e servire cibo e bevande continuamente per 24 ore. In questa occasione, i visitatori musulmani ed ebrei riaffermano la loro identità comune.
Le spiegazioni sull'origine delle rivolte divergono. La comunità ebraica sosteneva all'epoca che si trattava di una manovra lanciata dai britannici. Lo storico Renzo De Felice respinge questa ipotesi ma sottolinea la lentezza dell'intervento britannico che potrebbe essere spiegata da una politica volta a corteggiare l'opinione araba. Egli stesso ipotizza che le rivolte, che dimostra che sono state lanciate simultaneamente in diversi luoghi, furono opera del Hizb al-Watani, un partito nazionalista libico. Tuttavia, gli elementi materiali non consentono di stabilire con certezza il suo ruolo. I rapporti ufficiali britannici indicano una serie di fattori scatenanti economici e politici. Secondo l'interpretazione del sociologo Harvey E. Goldberg, queste rivolte anti ebraiche devono essere intese come una sfiducia della popolazione musulmana nei confronti dell'amministrazione britannica, il cui potere, secondo la tradizione musulmana, dovrebbe essere il garante della sicurezza degli ebrei.
Dopo le rivolte, le autorità sioniste in Palestina iniziarono ad inviare illegalmente emissari nell'area per aiutare a organizzare l'autodifesa della comunità ebraica (Haganah). Vennero elaborati piani per contrastare un nuovo attacco, vennero acquistate armi o furono fabbricate a mano.

### Pogrom del 1948
L'adozione del piano di spartizione della Palestina da parte delle Nazioni Unite nel novembre 1947 alimentò le tensioni in Libia. Le imprese ebraiche vennero saccheggiate a Bengasi e membri della comunità vennero lapidati. A Tripoli, nel febbraio del 1948, si verificarono rivolte durante le quali tre civili, tra le quali un ebreo, furono uccisi. Gli ebrei delle zone rurali si riversarono nelle città per essere meglio protetti.
Le rivolte del giugno 1948 furono direttamente collegate al contesto internazionale. Mentre la guerra arabo-israeliana del 1948-1949 iniziò il 15 maggio 1948, dopo la dichiarazione di indipendenza d'Israele, volontari dal Maghreb partirono per la Palestina. Tuttavia, all'inizio di giugno, l'Egitto chiuse i confini per loro, bloccando così questi uomini in Libia. Circa 200 volontari tunisini si ritrovarono bloccati in Libia. La loro presenza, con le tensioni in aumento in Medio Oriente e in una situazione economica difficile, furono fattori che si aggiunsero a portare a una nuova esplosione di violenza contro la comunità ebraica. Questa volta, tuttavia, la comunità era preparata agli attacchi e il suo sistema di autodifesa (Haganah) consentì di ridurre il numero delle vittime.

I disordini si concentrarono il 12 giugno 1948 nella capitale libica. A seguito di una crescente discussione in un quartiere misto giudeo-musulmano, i miliziani tunisini spinsero la folla in battaglia, galvanizzando i passanti con grida di 
. La folla di rivoltosi si diresse quindi verso il settore ebraico della città. L'autodifesa ebraica riuscì a trattenere gli aggressori alle porte del vecchio quartiere. Secondo un piano precedentemente stabilito, gli abitanti stettero sui tetti e lanciarono pietre, granate e bombe molotov ai rivoltosi. I partecipanti al pogrom, sorpresi da questa resistenza, si rivolsero agli ebrei che vivevano fuori dal quartiere ebraico, dove si ebbe la maggior parte delle vittime e la maggior parte della distruzione di proprietà. L'intervento della polizia britannica, che comprendeva anche libici locali, aumentò la confusione. La polizia sparò per ripristinare l'ordine e fece altre vittime. Le due parti erano piene di rabbia. Le imprese gestite da musulmani nel quartiere ebraico furono saccheggiate per rappresaglia. Quattordici ebrei vennero uccisi, ventitré feriti. Le autorità arrestarono nove ebrei e sessantotto rivoltosi musulmani. Di questi, solo nove provenivano da Tripoli e sette da Tunisi.
Il 16 giugno 1948 si verificarono incidenti a Bengasi in Cirenaica. Diversi ebrei furono picchiati, un affare saccheggiato e una sinagoga data alle fiamme. Un uomo soccombette alle ferite. La polizia riuscì a riportare l'ordine, istituendo un coprifuoco e vietando il trasporto di armi. Nonostante un miglioramento delle relazioni inter-comunitarie nella regione, la situazione della minoranza ebraica rimase precaria nelle campagne. Questa instabilità risultò nella conversione obbligata di molte giovani donne ebree.

### Partenza di massa
| Anno | Immigrati |
| ---- | --------- |
| 1948 | 1064      |
| 1949 | 14352     |
| 1950 | 8818      |
| 1951 | 6534      |
| 1952 | 1146      |
| 1953 | 224       |

Nel 1949 vi erano tra i 35000 e i 36000 ebrei in tutto il paese, 30000 in Tripolitania, di cui 22000 a Tripoli e il resto distribuito tra 17 città e villaggi sulla costa e sulle montagne dell'entroterra. Tra questi ebrei rurali, vi era una comunità di 500 ebrei che vivevano a fianco degli ibaditi berberi del Gebel Nefusa. Il resto degli ebrei, circa 5000, viveva in Cirenaica, la maggior parte a Bengasi, la capitale regionale.
Prima del 1943, solo 500 ebrei libici fecero Aliyah. Il movimento accelerò dopo la guerra: tra il 1946 e il 1948, circa 3.500 ebrei lasciarono la Libia attraverso reti clandestine istituite dagli emissari dell'Agenzia ebraica; l'esodo di massa ebbe luogo dal 1949, il 90% dei 36.000 ebrei libici emigrati in Israele tra quest'anno e il 1952. L'abbagliante partenza è spiegata dall'effetto dell'annuncio della revoca delle restrizioni all'emigrazione verso Israele esercitato dall'amministrazione britannica, dalle incertezze sul futuro di una Libia indipendente, dall'efficacia della preparazione a monte effettuata da emissari sionisti e poi israeliani e dalla crescente ostilità della popolazione musulmana che si manifestò tra l'altro durante i pogrom del 1945 e del 1948.
Dal marzo 1949, l'agenzia ebraica si occupò direttamente dell'immigrazione, aprendo una filiale diretta da Baroukh Douvdevani a Tripoli. A quel tempo esistevano lotte interne tra i vari dipartimenti dell'Agenzia ebraica, affiliati a partiti politici antagonisti. In Libia, gli emissari collegati al Mizrahi, partito sionista religioso, con l'aiuto di ebrei libici, ostacolano il lavoro degli emissari del Mapai, il cui socialismo e ideologia secolare venivano condannati dai locali, i quali erano in gran parte tradizionalisti. Di conseguenza, il Mizrahi ottenne il monopolio sulla gestione dell'emigrazione degli ebrei libici.
A causa dei pericoli a cui l'agenzia ebraica riteneva fossero esposti e per facilitare la loro emigrazione, venne presa la decisione di raggruppare alla fine del 1949 gli ebrei dell'entroterra tripolitano e della Cirenaica in campi a Tripoli. Prima della loro partenza, gli ebrei beneficiavano dell'assistenza medica del JOINT e dell'OSE, due organizzazioni di beneficenza ebraiche internazionali. Molti erano in cattiva salute, con tracoma avanzato, tubercolosi o dermatofitosi. In modo che i beni dei migranti non venissero venduti al di sotto del loro valore ai libici, l'agenzia ebraica creò una società, la CABI, responsabile di effettuare pagamenti anticipati agli ebrei e ritardare le vendite. A causa delle difficoltà di trasferimento di fondi consistenti all'estero, i benestanti scelsero di rimanere sul posto.
Solo nel 1949, oltre 14.000 persone fecero aliyah, ovvero il 45% del totale degli ebrei libici. Le comunità interne furono liquidate. Le partenze, che si realizzavano principalmente in barca, avvenivano in un'atmosfera carica di misticismo religioso ed entusiasmo messianico. Sulle navi che li portavano al porto di Haifa, gli ebrei spesso intonano l'inno del mare (Esodo 15: 1-19).
Dopo l'indipendenza della Libia, 24 dicembre 1951, le attività dell'Agenzia ebraica nel paese continuarono con personale ridotto fino a dicembre 1952, quando le autorità libiche chiusero ld rappresentanze dello Stato di Israele.

## Dopo l'indipendenza

### I primi anni di indipendenza: aumenta la discriminazione
Il Regno di Libia divenne indipendente nel dicembre 1951 sotto l'autorità del re Idris e aderì alla Lega araba nel marzo 1953. Sebbene il re si mostrasse piuttosto benevolo nei confronti della minoranza ebraica, le forze nazionaliste influenzate dall'ideologia pan-araba e il contesto dei conflitti arabo-israeliani spinsero il governo ad adottare misure sempre più restrittive verso la popolazione ebraica.
Nel 1954, i collegamenti postali con Israele furono interrotti e agli ebrei libici non fu più permesso di andare in Israele mentre a coloro che vi emigravano fu proibito di rimanere in Libia. I circoli sociali e sportivi furono chiusi. Un boicottaggio delle imprese ebraiche iniziò nel marzo del 1957. Gli ebrei furono perseguitati dalle autorità che controllavano le loro case per assicurarsi che essi non mantenessero alcuna corrispondenza con Israele. L'organizzazione della comunità tripartita fu sciolta nel 1958, un commissario musulmano era responsabile della gestione degli affari della comunità. La scuola dell'Alleanza israelitica universale aperta dal 1890 fu improvvisamente chiusa nel 1960. I primi anni '60 furono segnati dall'istituzione di altre misure restrittive; un decreto stabilì che tutti coloro che volessero impegnarsi in transazioni commerciali dovessero prima disporre di un certificato di nazionalità libica, un documento che i musulmani ottenevano senza difficoltà ma che veniva rifiutato agli ebrei. Fu negato agli ebrei il diritto di voto, non potevano servire nel servizio pubblico, né nell'esercito, né acquisire nuove proprietà. Il governo acquisì il diritto di sequestrare parte dei loro terreni. Se un ebreo voleva recarsi all'estero, doveva farlo con un documento che non indicava la sua origine libica e senza diritto al ritorno. Le autorità del paese misero anche pressione sulle compagnie petrolifere che si stabilivano in Libia, in seguito alla scoperta di importanti risorse di idrocarburi nel 1958, a non impiegare ebrei.
Nel 1964, i cittadini americani che prestavano servizio nella Wheelus Air Base, una base aerea stabilita a seguito di un accordo con la Libia nel 1954, si lamentarono di dover nascondere la loro ebraicità per non essere molestati dalle popolazioni dai locali, questo con il consenso delle autorità militari americane, che li spingevano a mostrare alberi di Natale davanti alle loro case durante le festività natalizie per non destare sospetti.
I membri della comunità, tra cui un illustre ottantaquattrenne che non si arrese all'estorsione, furono assassinati nel 1963. Le autorità rifiutarono di credere che il crimine fosse stato commesso da musulmani, essendo la vittima nota per le sue donazioni alla causa araba. Primo sospetto fu un rabbino a causa del sangue trovato sui vestiti, ma si scoprì in realtà essere un prete rituale (chohet). Gli attacchi contro gli ebrei continuavano, e la polizia libica, infine, comprese i colpevoli degli abusi, di cui dieci libici musulmani e un maltese.

### La guerra dei sei giorni, violenza ed esodo

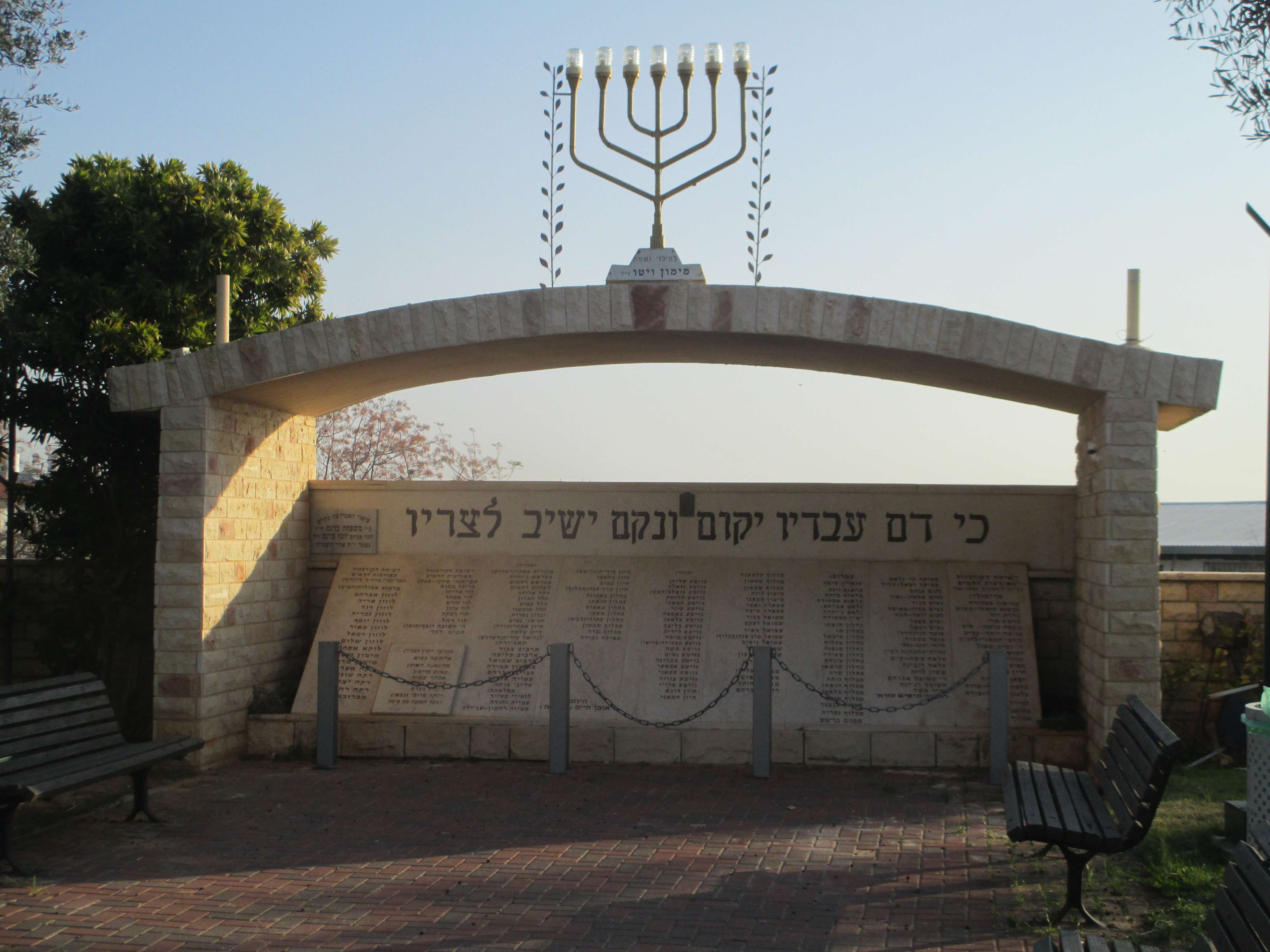
Memoriale per ebrei libici a Netanya in Israele.

Alla vigilia della guerra dei Sei Giorni, tra i 4.500 e i 6.500 ebrei rimanevano in Libia, molti dei quali vivevano nella capitale Tripoli. Sebbene il deterioramento della loro situazione dopo l'indipendenza li preparò alla possibilità di una partenza, il contesto della guerra del 1967 che vide la meteorica vittoria degli israeliani contro una coalizione di paesi arabi, colse di sorpresa la comunità. Nei mesi precedenti la guerra, i discorsi infuocati di Gamal Abdel Nasser, il presidente egiziano che chiedeva la liberazione della Palestina e che venivano trasmessi dalla Voce degli arabi, galvanizzarono l'opinione pubblica libica. Dal 2 giugno, la Jihad contro gli ebrei venne predicata nelle moschee, il governo dichiarò la settimana dal 5 al 12 giugno per la causa palestinese e gli ebrei vennero convocati per contribuire alla raccolta di fondi avviata in quella occasione.
Il 5 giugno, la giornata iniziò normalmente per le famiglie ebree, ma alle 9 del mattino la radio annunciò che la guerra era iniziata. Gli ebrei furono tenuti a rifugiarsi in casa. Le proteste pianificate durante la settimana per la Palestina degenerarono in rivolte anti ebraiche. Nel giro di poche ore, le attività commerciali di ebrei e italiani nel centro storico di Tripoli furono distrutte da un incendio. Le famiglie ebree vennero spesso separate, le rivolte sorpresero la comunità ebraica nei loro luoghi di lavoro o di studio e talvolta rimasero tali per diverse settimane. La polizia, a malapena dotata di bastoni, si mostrò incapace di controllare la situazione; vennero introdotti lo stato di emergenza e il coprifuoco. In quel giorno, il 60% delle proprietà della comunità furono distrutte e il numero di ebrei assassinati fu stimato a dieci. Per ristabilire la calma, il governo decise di raggruppare gli ebrei di Tripoli in un campo a 4 km dalla città per proteggerli dalle rivolte e furono lì assistiti dalla Croce Rossa. A Bengasi, dove rimanevano solo 300 ebrei, furono prese misure analoghe; per proteggerli dai manifestanti che davano fuoco alle loro attività, gli ebrei furono riuniti in una caserma. Tra il 6 e il 9 giugno, le atrocità continuarono, diverse sinagoghe furono distrutte e gli ebrei venivano assassinati; due famiglie furono massacrate completamente. Il presidente della comunità decise d'invitare il Mufti di Tripoli a inviare messaggi di pacificazione e, sebbene non avesse ricevuto risposta, i sermoni pronunciati venerdì 9 giugno diminuirono di violenza.
Dopo la consultazione con i leader della comunità, il presidente Lillo Arbib chiese al governo che gli ebrei potessero essere evacuati temporaneamente, in quanto la loro sicurezza non poteva essere sempre garantita in loco. La proposta fu subito accettata dalle autorità. Il 20 giugno, il servizio di migrazione dette una risposta positiva dopo aver prodotto i documenti di viaggio necessari il più rapidamente possibile e la polizia si recò in visita alle famiglie ebraiche per distribuire loro i visti di uscita. Le partenze furono effettuate principalmente mediante voli regolari o charter della compagnia Alitalia ma anche a bordo di navi. In teoria, gli ebrei venivano autorizzati a tornare in Libia dopo i disordini ma in pratica, solo pochi degli evacuati furono poi in grado di tornarvi per valutare l'entità delle perdite e delle proprietà lasciate loro. L'UNHCR concesse lo status di rifugiato a decine di persone. L'evacuazione ebbe luogo tra il 26 giugno e luglio e gli sfollati vennero alloggiati in due campi in Italia, uno a Latina e l'altro a Capua. Alcuni di loro lasciarono immediatamente l'Italia per Israele.

### Sotto il regime di Gheddafi
Quando il colonnello Gheddafi prese il potere nel 1969 dopo un colpo di Stato contro il re Idris, vi erano meno di 600 ebrei in Libia. Le conseguenze della sua ascesa al potere furono presto sentite per il resto della comunità. Si verificarono diversi casi di ebrei picchiati e condotti in prigione senza motivo. Tutti i terreni degli ebrei furono confiscati e fu promessa una compensazione illusoria. I debiti contratti con ebrei vennero annullati e l'emigrazione fu ufficialmente vietata. Tuttavia gli ebrei riuscirono ad abbandonare il paese e nel 1974, rimanevano solamente poco più di venti ebrei in Libia.

Il governo della Repubblica araba libica si adoperò anche per cancellare le tracce della presenza ebraica nel paese. Il quotidiano El-Raid, la voce ufficiale del nuovo regime indicò nel 1969: 
(El Riad)
 Il regime seguì questa politica, causando la distruzione dei quattro cimiteri ebraici di Tripoli, quelli di Bengasi e Misurata, senza nemmeno avvisare le famiglie dei defunti in modo che potessero avere la possibilità di trasportare i corpi. Allo stesso modo, 78 sinagoghe si trasformano in moschee o nel caso della grande sinagoga di Bengasi in una chiesa copta.
Nel 2002, quello che si credeva fosse l'ultima ebrea del paese, Esmeralda Meghnagi, morì. Lo stesso anno si scoprì che Rina Debach, una donna ottantenne che la sua famiglia, che viveva in Italia, presa fino ad allora per morta, viveva ancora in una casa di riposo libica. La sua partenza segnò ufficialmente la fine della lunga presenza ebraica in Libia.
Nel 2004, Gheddafi dichiarò che il governo libico voleva offrire una compensazione per gli ebrei espropriati e costretti a fuggire dal paese, insistendo tuttavia sul fatto che chi si fosse stabilito in Israele non sarebbe stato incluso in queste misure. Secondo alcuni commentatori, questa parziale inversione dei libici è a carico di Saif al-Islam Gheddafi, figlio del rais considerato allora come uno dei suoi possibili successori che, nello stesso anno, invitò gli ebrei di origine libica in Libia, dichiarandoli libici e invitandoli a lasciare le terre prese ai palestinesi. Il 9 dicembre, il Presidente della Libia estese l'invito a Moshe Kahlon, allora presidente della Knesset e di origine libica.
Durante la prima guerra civile in Libia nel 2011, due donne israeliane di origine libica dichiararono di essere parenti lontane di Gheddafi, specificando che sua nonna sarebbe stata una donna ebrea convertita e sposatasi con un musulmano. Una voce circolante all'interno del movimento ribelle libico menzionava anche supposte origini ebraiche del colonnello libico, descritto come figlio di una prostituta ebrea. Inoltre, nelle aree controllate dai ribelli compaiono numerosi graffiti antisemiti, in particolare sui vecchi edifici ufficiali, che associano il regime di Gheddafi agli ebrei e a Israele.

## Diaspora

### In Israele

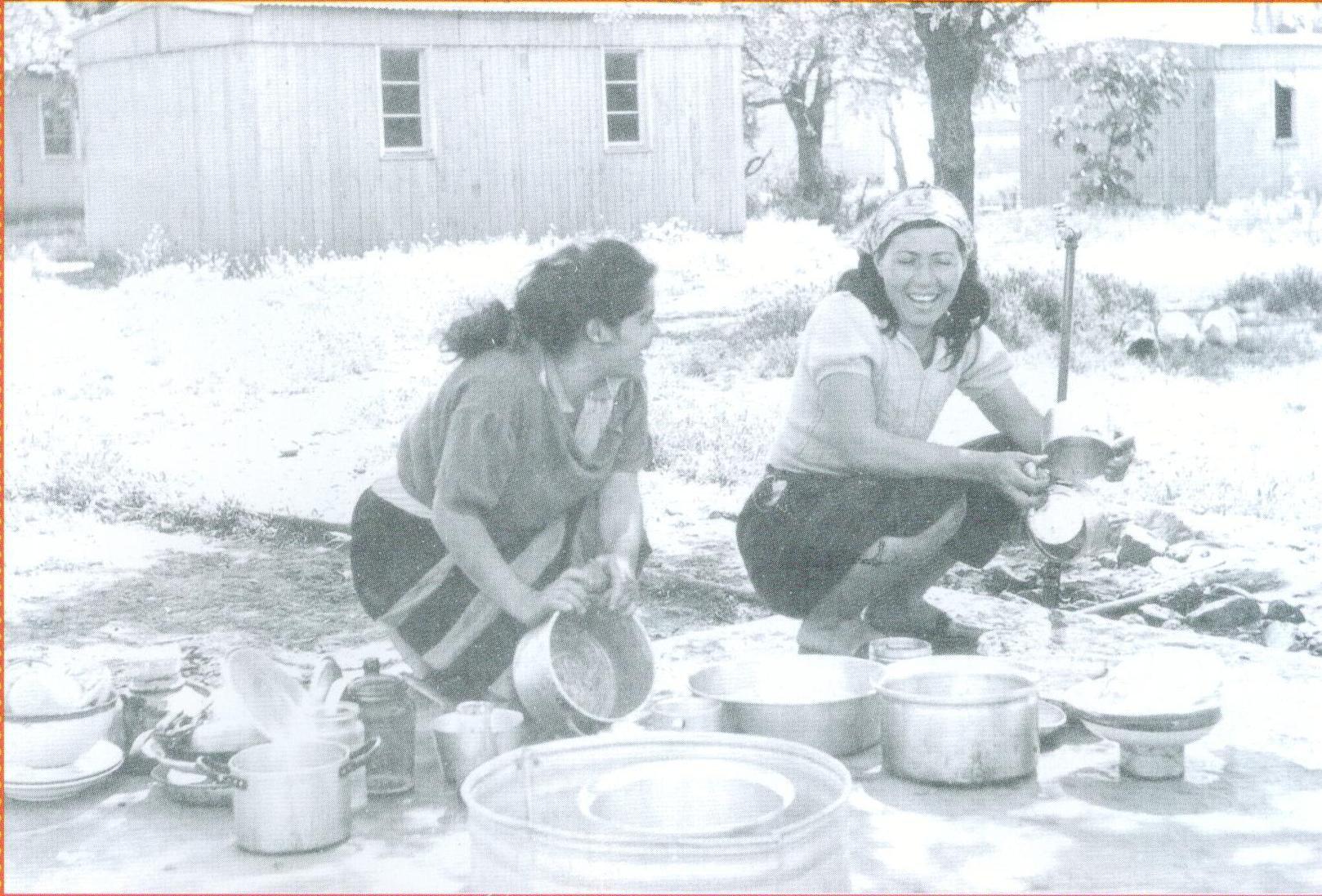
Scene di vita a Or Yehuda, nel 1950.

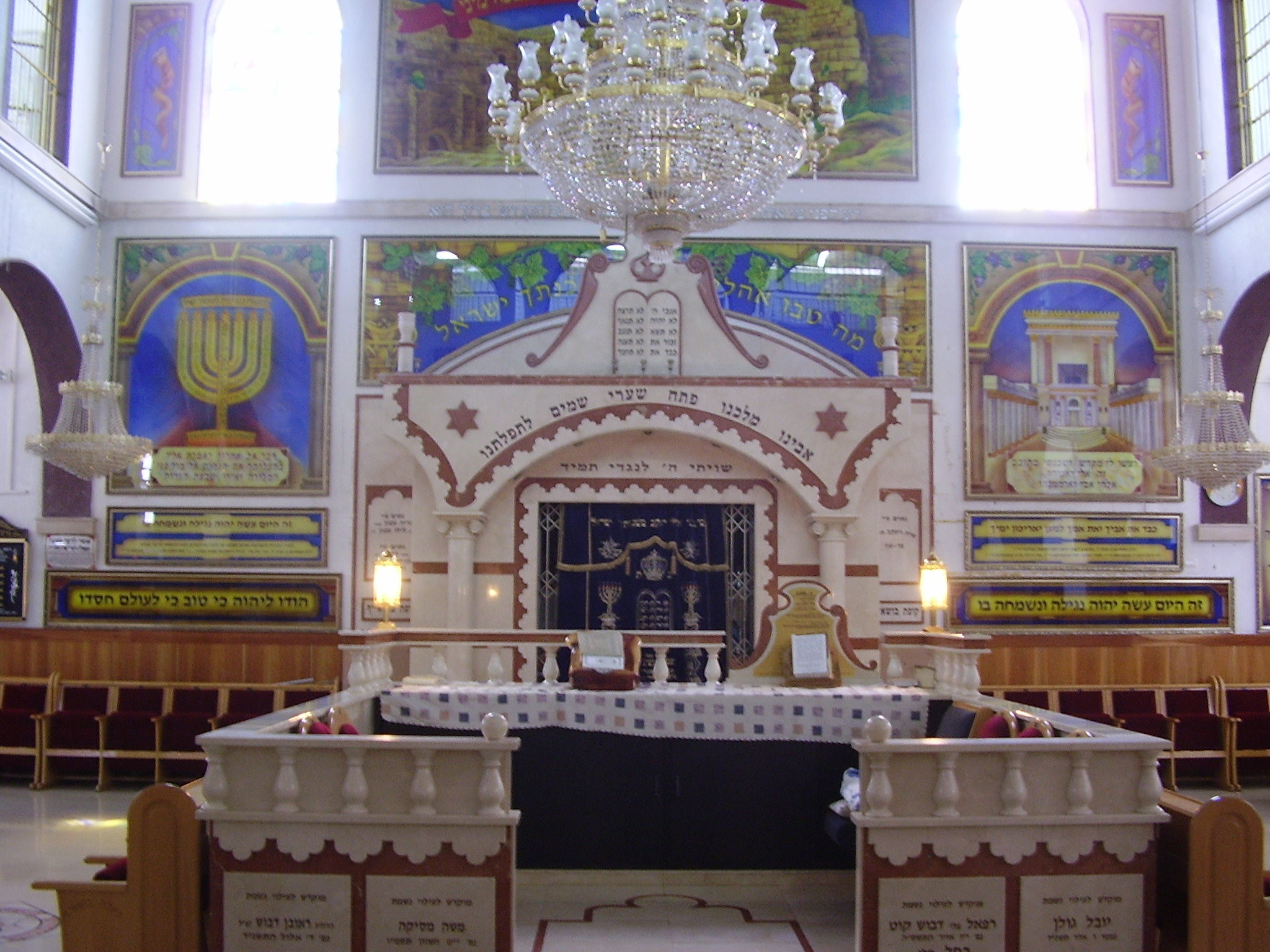
Interno della sinagoga di Bouchaïf, a Zeitan.

Un totale di 36.730 ebrei libici fecero Aliyah verso Israele, di cui 30.972 tra 1948 e 1951. L'ultima emigrazione avvenne subito dopo la guerra dei Sei Giorni nel 1967.
L'Aliyah fece parte del quadro più ampio dell'arrivo di ebrei dai paesi arabi in Israele. Gli ebrei libici condividevano molte caratteristiche culturali e sociali con gli altri ebrei Mizrahì che emigrarono contemporaneamente a loro, quali un'istruzione limitata, famiglie numerose e un attaccamento molto forte all'ossevanza religiosa, alle loro particolarità culturali, tutti tratti che all'epoca li differenziavano dalla popolazione di origine aschenazita. L'integrazione della comunità libica avvenne tuttavia in discrete condizioni, rispetto ad altre comunità dei paesi arabi. Diversi fattori spiegano questo successo: un'istruzione sionista ricevuta in Libia dal tempo della colonizzazione italiana, il contesto politico della loro partenza che faceva percepire la loro migrazione come una liberazione e, infine, il basso livello socio-economico di una popolazione composta principalmente da piccoli commercianti e artigiani, che faceva loro accettare la durezza delle condizioni di adattamento.
All'arrivo, gli ebrei libici vennero inizialmente raggruppati in ma'abarot, campi di accoglienza presumibilmente transitori che i migranti finivano spesso per sviluppare in villaggi o città. Tre di questi campi si trovano vicino a Netanya e uno vicino ad Ashkelon. Il governo, in vista della pianificazione territoriale, li incoraggiaca anche a fondare moshavim (villaggi collettivi) e kibbutzim. Quindici moshavim, otto dei quali sono affiliati al movimento sionista religioso Hapoel Hamizrahi, furono creati per i migranti libici. Negli anni 2000, vi erano 25 moshavim popolati principalmente da abitanti di origine libica.
Il numero di ebrei di origine libica in Israele è stimato oggi a 120.000 e rappresentano oggi circa il 2% della popolazione ebraica israeliana. Il tasso di matrimoni intracomunitari è sceso dall'80% per la prima generazione al 18% per la terza generazione. I livelli di istruzione si sono notevolmente avvicinati a quelli della popolazione israeliana generale, con un successo particolarmente notevole tra le donne. Sebbene ora vi siano ebrei di origine libica in tutti i settori del mondo del lavoro, essi sono particolarmente rappresentati nei settori dell'edilizia, dell'agricoltura, dell'istruzione, all'ingrosso e nella vendita al dettaglio, trasporto su strada e nel mondo dello sport.
Oggi vi è una grande concentrazione di ebrei di origine libica a Or Yehuda, non lontano da Tel Aviv. Nel 2003 è stato aperto un centro per l'eredità del giudaismo libico, che traccia il viaggio dei migranti segnato dall'influenza del sionismo religioso, dal loro impegno nell'esercito e dalla loro integrazione in molti moshavim. In uno di questi villaggi fu ricostituita la sinagoga di Bouchaïf, sul modello della vecchia sinagoga di Zliten che ospitava i pellegrinaggi di Souccot e Lag Ba'omer. La sinagoga oggi svolge le stesse funzioni, permettendo alle giovani generazioni di riconnettersi con le loro radici.

### In Italia
L'esodo del 1948 ebbe luogo quasi interamente in direzione di Israele. D'altra parte, nel 1967, quando fu organizzato un ponte aereo per l'Italia per salvare circa 5.000 ebrei libici, tra i 1.500 e i 1.800 scelsero di rimanere nella penisola. Si stabilirono principalmente a Roma, a Milano e a Livorno. Molti ebrei inizialmente consideravano il soggiorno in Italia solamente una situazione temporanea e vi erano piani per tornare in Libia dopo i disordini; una speranza che venne definitivamente distrutta dopo la presa del potere da parte del colonnello Gheddafi nel 1969; altri volevano trasferirsi in Israele, in Francia, nel Regno Unito o negli Stati Uniti per unirsi ai loro cari. Al loro arrivo, ricevettero lo status di rifugiato e dovettero aspettare diversi anni prima di essere naturalizzati. Le autorità italiane temevano che, come gli altri italiani espulsi dalla Libia, avrebbero richiesto un risarcimento allo stato italiano per le loro proprietà saccheggiate in Libia.
A Roma, l'arrivo degli ebrei dalla Libia rivitalizzò la comunità ebraica locale, demograficamente debole e fortemente assimilata. I libici fondarono tre nuove sinagoghe e aumentarono il numero di macellerie kosher da una a otto. Nel 2007, i registri della comunità di Roma indicavano che 777 dei suoi membri erano nativi della Libia e, includendo i loro discendenti, formavano un terzo della comunità. In totale, si stima che in Italia vi fossero 4.500 ebrei di origine libica nel 2006. Gli ebrei libici si sono integrati nella comunità ebraica italiana, i matrimoni misti italo-libici sono sempre più comuni e le nuove generazioni hanno adottato la lingua italiana a discapito dell'arabo. La pratica religiosa rimane importante, rafforzata da una forte struttura familiare e dai frequenti viaggi dei membri della minoranza libica in Israele, dove quasi tutti hanno parenti.